# ادواردو الاکس
ادواردو الاکس (انگلیسی: Eduardo Allax؛ زادهٔ ۲ ژوئیهٔ ۱۹۷۷) بازیکن فوتبال اهل برزیل است.
از باشگاه‌هایی که در آن بازی کرده‌است می‌توان به باشگاه فوتبال گرمیو، باشگاه فوتبال فیگیرنسه، و باشگاه فوتبال اتلتیکو مینیرو اشاره کرد.